# Шоґакат
Церква Шоґакат (вірм. Շողակաթ եկեղեցի) — розташована в місті Вагаршапат, марз (область) Армавір, Вірменія. Входить до списку Всесвітньої спадщини ЮНЕСКО і є частиною Ечміадзинського монастиря.

## Галерея

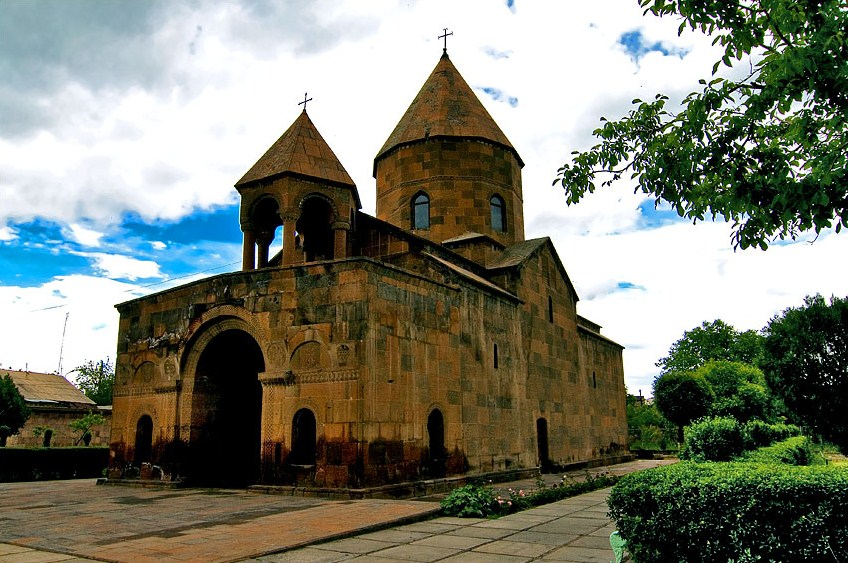
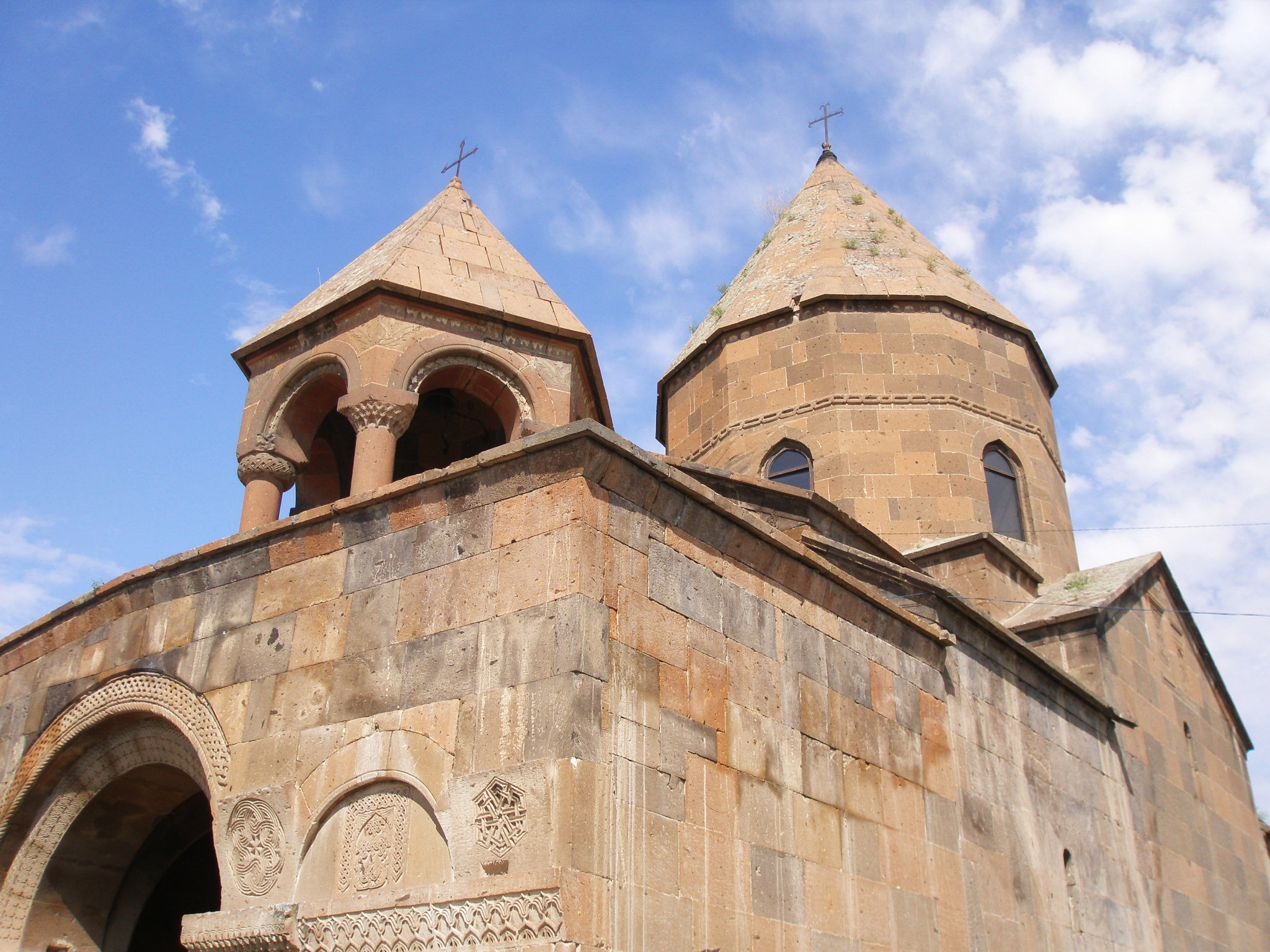
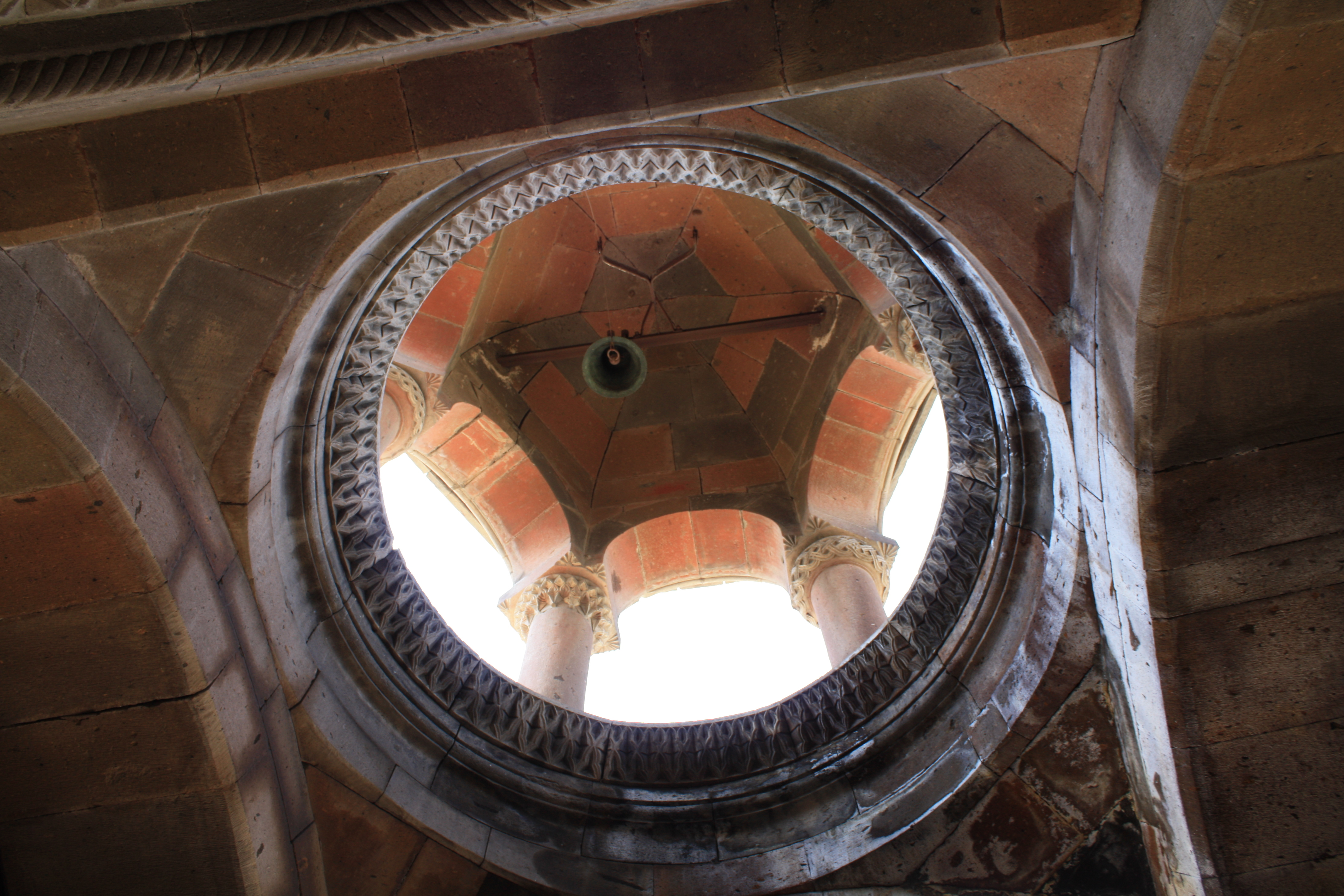
Купол
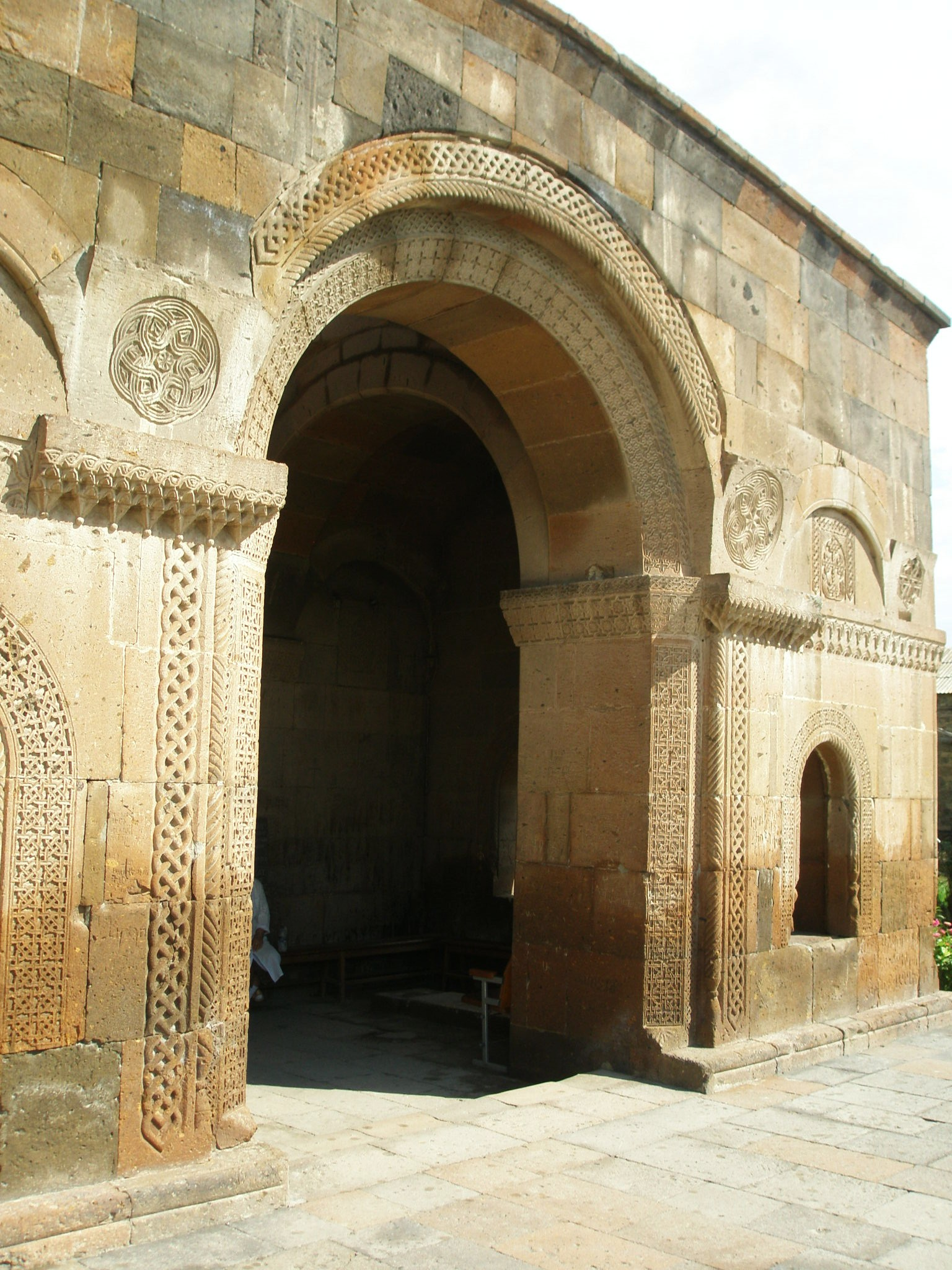
Вхід до церкви
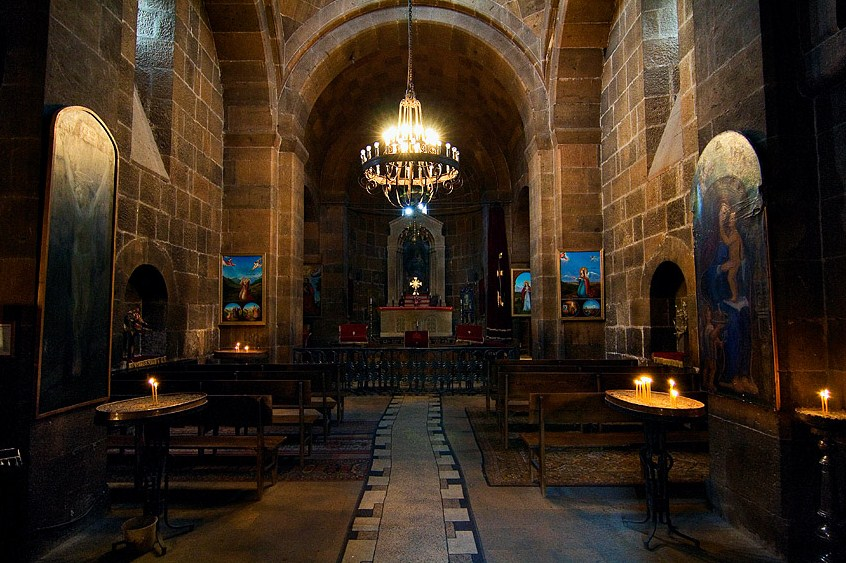
Інтер'єр церкви